# Maria Jespersen (Basketballspielerin)
Maria Steen Jespersen (* 6. Januar 1994 in Aarhus) ist eine dänische Basketballspielerin.

## Werdegang
In ihrer Heimat spielte Jespersen ab dem neunten Lebensjahr in Viby, ein Jahr später wechselte sie zum Verein Aabyhøj Basketball nach Aarhus und wurde in derselben Stadt an der Leistungssporteinrichtung ESAA gefördert. Sie stammt aus einer Basketballfamilie, beide Elternteile waren Nationalspieler. 2011/12 und 2012/13 wurde Jespersen als beste Nachwuchsspielerin der dänischen Liga ausgezeichnet.
Während ihres Studiums des Bauingenieurwesens an der University of South Florida in den Vereinigten Staaten stand die Dänin von 2014 bis 2018 im Aufgebot der Hochschulmannschaft. Sie bestritt 134 Spiele für South Florida, in der Saison 2017/18 war Jespersen mit einem Durchschnitt von 18,1 Punkten je Begegnung mannschaftsintern Zweitbeste dieser Wertung.
Ab 2018 spielte Jespersen in der ersten spanischen Liga. Nach ihrem Weggang von Associació Esportiva Sedis Bàsquet Ende November 2020 setzte die Dänin ihre Laufbahn beim spanischen Zweitligisten Baloncesto Leganés fort. 2021/22 war sie wieder in der höchsten Liga des Landes tätig. In der Sommersaison 2022 gehörte Jespersen zum Aufgebot der Sunbury Jets in Australien und erzielte im Durchschnitt 25,4 Punkte sowie 11,6 Rebounds je Begegnung.
Es folgte eine Saison beim rumänischen Verein ACS Sepsi-SIC, in der Spielzeit 2023/24 gewann Jespersen mit Södertälje BBK die schwedische Meisterschaft. Im Sommer 2024 schloss sich die Dänin dem polnischen KGHM BC Polkowice an.
Jespersen war dänische Jugendnationalspielerin, in der Damennationalmannschaft wurde sie Kapitänin.